# 奥古斯蒂诺波利斯
奥古斯蒂诺波利斯是巴西托坎廷斯州的一个市镇。总面积414.37平方公里，总人口14800人，人口密度35.7人/平方公里。